# Cymbium coenyei
Cymbium coenyei is een slakkensoort uit de familie van de Volutidae. De wetenschappelijke naam van de soort werd voor het eerst geldig gepubliceerd in 2017 door Nolf.